# 19962 Martynenko
19962 Martynenko este un asteroid din centura principală de asteroizi.

## Descriere
19962 Martynenko este un asteroid din centura principală de asteroizi. A fost descoperit pe 7 septembrie 1986 la Observatorul de Astrofizică din Crimeea de Liudmila Cernîh. Asteroidul prezintă o orbită caracterizată de o semiaxă mare de 2,28 ua, o excentricitate de 0,18 și o înclinație de 4,5° în raport cu ecliptica.